# José Cort Gosálvez
José Cort Gosálvez (Alcoi, 1848 - Madrid, 7 de desembre de 1916) fou un diplomàtic i polític valencià, diputat a les Corts Espanyoles durant la restauració borbònica.

## Biografia
Tècnic industrial, era fill d'un empresari alcoià i nebot dels polítics progressistes Agustí Albors Blanes i Pere Cort Clauer. Estudià al Col·legi Politècnic de Madrid i continuà a l'Institut Tessier de Vincennes i a altres centres d'Alemanya. Quan tornà a Madrid fou nomenat agregat de l'ambaixador Segismundo Moret y Prendergast a l'ambaixada espanyola a Londres.
Va fixar la residència a Madrid el 1873, des d'on va administrar els seus béns en territori valencià. Ingressà al Partit Liberal Fusionista, amb el que fou elegit diputat per Gandia a les eleccions generals espanyoles de 1881 i per Almansa (província d'Albacete) a les eleccions generals espanyoles de 1886 i 1893. Posteriorment fou senador per la província de València el 1898-1904, per la província de Càceres el 1905-1907, per la província de Còrdova el 1907-1908 i per Canàries el 1910-1911. El 1916 fou nomenat senador vitalici.